# Liste der Monuments historiques in Saint-Ciers-sur-Gironde
Die Liste der Monuments historiques in Saint-Ciers-sur-Gironde führt die Monuments historiques in der französischen Gemeinde Saint-Ciers-sur-Gironde auf.

## Liste der Objekte
| Bezeichnung | Beschreibung              | Standort                                | Kennzeichnung | Schutzstatus | Datum | Bild |
| ----------- | ------------------------- | --------------------------------------- | ------------- | ------------ | ----- | ---- |
| Glocke      | Bronze (?), 1750 gegossen | in der Kirche St-Paulin-St-Ciers (Lage) | PM33001682    | Inscrit      | 1988  |      |